# Charlotte, Tennessee
Charlotte är administrativ huvudort i Dickson County i Tennessee. Orten har fått sitt namn efter pionjären Charlotte Reeves Robertson. Vid 2020 års folkräkning hade Charlotte 1 656 invånare.

## Kända personer från Charlotte
- Oscar Robertson, basketspelare